# Eupithecia comes
Eupithecia comes är en fjärilsart som beskrevs av Claude Herbulot 1986. Eupithecia comes ingår i släktet Eupithecia och familjen mätare. Inga underarter finns listade i Catalogue of Life.